# Trần Trung kỳ án
Trần Trung kỳ án là một bộ phim truyền hình được thực hiện bởi Đài Phát thanh - Truyền hình Vĩnh Long do Bùi Ngọc Nam Phương làm biên kịch, đạo diễn. Phần 1 của phim phát sóng bắt đầu từ ngày 17 tháng 2 năm 2017 và kết thúc vào ngày 5 tháng 4 năm 2017, phần 2 của phim phát sóng bắt đầu từ ngày 24 tháng 8 năm 2018 và kết thúc vào ngày 4 tháng 10 năm 2018 vào lúc 20h00 từ thứ 2 đến thứ 7 hàng tuần trên kênh THVL1.

## Nội dung
Trần Trung kỳ án kể về hành trình phá án ly kỳ của Trần Trung (Hòa Hiệp) - một vị quan trẻ tuổi, tài cao, thanh liêm. Ông cùng các cộng sự tháo gỡ những vụ án hóc búa, mang lại sự thanh bình cho người dân nghèo.

## Diễn viên
| Vai diễn              | Phần 1       | Phần 2           |
| Vai diễn              | 2017         | 2018             |
| --------------------- | ------------ | ---------------- |
| Quan huyện Trần Trung | Hòa Hiệp     | Hòa Hiệp         |
| Ngọc Nhi              | Thanh Trúc   | Thanh Trúc       |
| Bà Lâm                | Phương Dung  | Phương Dung      |
| Văn Tả                | Thanh Điền   |                  |
| Dương Võ              | Võ Thành Tâm | Hà Trí Quang     |
| Minh Hữu              | Hùng Thuận   | Lê Dương Bảo Lâm |
| Tiểu thơ Ngọc         |              | Nguyệt Ánh       |
| Hầu gái Mười          |              | Lê Trang         |

Cùng một số diễn viên khác....

## Nhạc phim
- Lưới trời

Sáng tác: Thái Khang
Thể hiện:
- Không làm điều xấu xa

Sáng tác: Yên Lam
Thể hiện:

## Giải thưởng
| Năm  | Giải thưởng   | Hạng mục                                      | (Người) đề cử | Kết quả   | Tham khảo    |
| ---- | ------------- | --------------------------------------------- | ------------- | --------- | ------------ |
| 2017 | Ngôi Sao Xanh | Nam diễn viên truyền hình được yêu thích nhất | Hòa Hiệp      | Đoạt giải | [ 8 ]        |
| 2017 | Ngôi Sao Xanh | Phim truyền hình xuất sắc nhất                | —             | Đề cử     | [ 9 ] [ 10 ] |
| 2017 | Ngôi Sao Xanh | Nữ diễn viên truyền hình xuất sắc             | Thanh Trúc    | Đề cử     | [ 9 ] [ 10 ] |